# Ketchup (樂隊)
Ketchup是香港本地一人獨立樂隊，原本是3人組合，後來只剩Ken Tsoi一人。Ketchup的創作歌曲以溫情的城市民謠音樂為主，常以個人的生活感覺為題材，其特色是全部歌曲皆為英文歌曲。

## 起源
1998年，Ketchup正式成立。事源於一次Ken與另外兩位中學同學Sing及Rock在快餐店吃下午茶時，在閒聊中其中一人忽發奇想：「咁悶，不如組隊band咯！」（白話文翻譯：那麼無聊，不如成立一支樂隊吧！），而其餘兩人亦唱和下便有了組成樂隊的意思，同時又看見店中擺放了一櫃滿滿的番茄汁，而Ketchup一字又包含了三人的名字，因此將樂隊命名為Ketchup。樂隊隨即便簡單地分配了崗位，特別的是當時三人的位置是依體重來編排的：最胖的是Rock，擔任鼓手；Ken是當時最瘦削的負責主音和結他手；剩下的Sing則擔當低音結他手。

## 發展
Ketchup起初成立時，三人均對樂器以致音樂沒有什麼認識，但大家因興趣而邊玩邊學。Ken一學會結他便開始嘗試作曲。
1998年至1999年三人曾在荃灣租了地方不分晝夜地玩音樂。直至1999年底，因亞洲金融風暴的影響下，三人不能再續租該處練歌，樂隊唯有暫時解散。
Ken因個人工作關係，因此對製作唱片的一般運作及成本有所認識，加上他亦不想白費其樂隊多年來的心血，希望將作品發表。及至2000年，Ken便大膽地只以兩部MD開始了機家庭作業式的錄音工作。起初只想為他的音樂留下一個記錄，所以只用了兩部 MD 機灌錄自己的歌曲，但從朋友手中得來一部混音器後，便認真進行錄音的工作，整個過程都是他自己一手包辦，他亦覺得製作過程很有趣，並對出來效果感到滿意，因此便一直創作下去。
2001年2月，Ken以Ketchup身份自資推出首張大碟《Sweet-Smelling》。即使在推出專輯時，他除了在某些聲效找來朋友幫忙外，其他部份也是一人承包。創作過程中，Ken的樂隊雖只得一人卻不怕孤單，因他由於從事設計早已習慣一人工作，卻反而怕因意見多而發生紛歧。

## 關於Ken
Ketchup的Ken在樂隊中身兼創作、結他手和主音。而事實上Ken是香港一位全職的圖像設計師，音樂創作是業餘興趣。中學時期，Ken只聽本地廣東流行歌曲，後來到新加坡修讀圖像設計和美術時，同學推介了他不少音樂又帶他去看樂團演出。回港工作後，Ken認識了JSD的低音結他手，自始認識了Nirvana，因而開始他對樂隊及音樂的興趣。現時Ken仍十分欣賞The Beatles、Travis等的旋律溫柔歌曲，他曾表示希望可以和Whence He Came合作。Ken住在鄉郊，所以曾自稱「鄉下佬」，卻因而能創造出與香港大城市繁忙生活中截然不同的作品，他在鄉郊的家中一手包辦構想、作曲、填詞、錄音、編曲和封面設計，然後再親自將自己的音樂送交別人印製。
Ken早期曾得到一些行內唱片監製及朋友的意見，可是由於不同意以商業元素和市場流行作為創作方針，便執意以自己的風格創音樂，他認為這是獨立樂隊對音樂應有的態度。
Ken製作專輯的做法比較特別，一般人會先作歌然後選歌，之後才從歌曲中考慮唱片主題、封面及內頁的設計元素，Ken卻剛好相反。他是先想好大碟主題的，而因其本身是設計師，他甚至還想好封面設計等然後才開始以此主題開始作曲、作詞和錄音等工序，最後完成了才將部份混音交給混音公司，再行推出。Ken為了迴避難填的中文歌詞，一向全數歌曲以英文創作，卻時在填詞時遇上文法錯誤，但有時文法改對了卻與旋律不符。最終，他只好想出折衷的辦法就是歌曲唱原來的版本，不過歌詞頁則加上修正了的版本，可是這樣便變成歌詞與唱的不同。為了使Ken自己的音樂可以在現場表演時完整地演繹出來，所以Ketchup的歌曲都以基本樂器木結他為主，形成了一種民歌風格。 
Ken的創作靈感主要來自生活體驗，如茶餐廳中或乘搭巴士時裝作聽著耳機，其實在偷聽別人的生活對話，他稱說這是他的重要靈感來源。
雖然現時樂隊只剩Ketchup一人，但他仍保留了Ketchup之名字之原因是因為這是他與朋友一起創立的樂隊，或許日後他們三人有機會再次重組。
Ken喜愛自稱Freaker，有時會以「The Freaker」的名義參與樂隊演出，其早期成員包括王雙駿、英師傅及肥仔明；最喜愛的口號是「I love my life, even though I'm a freaker.」
2006年，Ken Tsoi推出最新專輯大碟《The Beautiful Things》並與另一獨立音樂人林一峰組成樂團「Bunsen Burner」。

## 曾合作音樂單位
- Nigo - 時裝品牌A Bathing Ape的主腦人物。因大家工作關係及志趣相投曾合作製作音樂。
- 李燦森 - 香港電影演員。曾與Ken合作了一首歌曲《唔關你事》，後轉到另一本地樂隊LMF。

## 唱片專輯列表

### Sweet-Smelling
- 2001年

1. Beautiful Fleur
2. KCR luv
3. Garage Band
4. Lovely Smile
5. Where Is My Yoko?
6. Let Me Grow In Wild
7. Freaker
8. My Cup Of Tea
9. Long ke Neach
10. Another World / Octopus's Garden II
11. Retire At 35
12. Where's Love

### The Village Man
- 2002年

1. Sometimes I Lost My Mind
2. Another Freaky Band (Drums by Nigo)
3. Garbage Tree
4. Cup & Saucer
5. Tommy & Katie
6. A Life
7. Beth The Little Princess
8. Golden-Age
9. Memory Box
10. Freak Show
11. 3 Old Friends
12. Everything

### Old-fashioned Blue Sky
- 2003年

1. Blue Sky
2. Happy Sadie
3. May Freak Like You
4. Perfect Wings
5. Waiting...
6. Rainy Holiday (Mr. Sunshine Is Away )
7. Sweet-Smelling
8. Goodbye (When I Was Young )
9. Insomnia
10. When You Call My Name

### Sweet Dream Is Over
- 2004年

1. A Boy
2. Dreamer
3. Sleepy Life
4. Sweet Dream Is Over
5. Game Of Love vol.4
6. Love Season
7. YOU
8. Right Time
9. Heroes
10. Penny
11. Wonders Of The World

### In Love Again
- 2005年

1. Spring Time
2. Hot Shower
3. Floating on the Sea
4. Make Fun
5. Love's In, Love's Out
6. Lucky Day
7. In Love Again

### The Beautiful Things
- 2006年（製作中）

1. In Love Again

### His master's voice
- 2009年(已發售)

1. Whatever
2. Perfect Life
3. Mono to Stereo
4. A Thin Man's Dream
5. Carefree Loser
6. This Time
7. 3:02am
8. Hello Moonlight
9. Last Day In Your Life
10. Last Talk In Your Life
11. Night Hawk
12. Daughter in The Wind
13. Sunset Beach

## 黑膠大碟

### Sweet smelling
- 2002年

side A
1. Beautiful Fleur
2. KCR luv
3. Garage Band
4. Lovely Smile
5. Where Is My Yoko?
6. Let Me Grow In Wild

side B
1. Freaker
2. My Cup Of Tea
3. Long ke Neach
4. Another World / Octopus's Garden II
5. Retire At 35
6. Where's Love

## 其他作品
- 《Dragonheat Soundbytes Rubato》(Soundtrack) / 1999年

- 《Freeplay》（與林一峰（Chet Lam）、The Pancakes合作的專輯）/ 2004年3月20日

1. ABC餐／Chet Lam on The Pancakes with Ketchup
2. Hidden Strangers / The Pancakes on Ketchup
3. Martin / Chet Lam on The Pancakes
4. I Know / Ketchup on The Pancakes
5. La La La La La La La La La La / Chet Lam on The Pancakes with Ketchup
6. Travelling Cappuccino / Chet Lam on The Pancakes with Ketchup
7. 一秒／The Pancakes featuring Ketchup
8. For A Special Friend / The Pancakes featuring Chet Lam
9. When You Call My Name / Ketchup featuring Chet Lam
10. Arcturus / Chet Lam with The Pancakes

- 《抱抱書 - 抱抱與快樂的距離》（書籍）/ 2005年2月7日

由多個香港及世界各地多個音樂單位合作的書，以替「國泰愛心兒童輪椅庫」籌款。
出品商：青桐社，ISBN 962-451-871-8

## 現場演出
- 「FM Union Show 1999」 - 是Ketchup早年三人時期曾參與的演出，由葛民輝籌劃，於藝穗會演出。Ketchup亦有參與中學聖誕舞會等小型演出。
- 「Ketchup失憶前倒數音樂會」－2003年10月23日及10月24日一連兩晚Ketchup於上環文娛中心劇院舉行。當晚與音樂總監兼結他手是英師傅，低音結他手麥文威，鍵琴手陳浩然及敲擊手肥仔明等合作。
- 「1·2·3到你！音樂會」 - 是香港藝術節主辦的活動之一，Ketchup與另外兩位著名香港獨立音樂人林一峰和The Pancakes合作演出。

## 外部連結
- 殘響音牆﹕Ketchup Ken - One Man Band 一個人的簡單風格
- Ketchup留言板 （页面存档备份，存于）
- Ketchup新聞組[永久]
- 「1.2.3到你!音樂會」照片 （页面存档备份，存于）
- Artist Ketchup - MusicBrainz.org （页面存档备份，存于）
- Ketchup in pinkwork (sound & video) （页面存档备份，存于）
- Ketchup in PinkWork creation （页面存档备份，存于）